# HMS Ramillies (07)
El HMS Ramilles (07) fue un acorazado botado por Reino Unido durante la Primera Guerra Mundial para la Royal Navy, en la que sirvió hasta 1947. Pertenecía a la Clase Revenge, también conocida como clase R o clase Royal Sovereign, recibía su nombre en honor a la Batalla de Ramillies.

## Historial

### Construcción y botadura
El HMS Ramillies fue construido por William Beardmore & Company en Dalmuir, Escocia. Se botó el 12 de junio de 1916 y fue dado de alta el 1 de septiembre de 1917. Su alta, se retrasó debido los daños que se produjo durante su botadura, tras lo cual, fue remolcado con dificultad hasta la Cammell Laird Works en el río Mersey para reparaciones.
En común con los otros clase Revenge, el HMS Ramillies sufrió el tener su armamento secundario demasiado bajo, sobre la cubierta principal, lo que provocaba que con la mar muy picada, corría el riesgo de inundarse.
Debido al aumento del riesgo de recibir torpedos procedentes de ataques de submarinos y destructores, fue completado más tarde que sus gemelos con el añadido de unos bulbos antitorpedo a lo largo de su línea de flotación rellenos de materiales absorbentes, diseñados para ser capaces de recibir el impacto de un torpedo.
El HMS Ramillies tenía plataformas para aeronaves instaladas sobre las torretas B y X en 1918 capaces de lanzar con catapulta hidroaviones. El Fairey Flycatcher fue el aparato más utilizado en el periodo de 1918 a 1939, en funciones de observador de tiro y exploración.

### Primeros tiempos
El HMS Ramillies se unió a la primera escuadra de la gran flota en mayo de 1917. En el conflicto entre Turquía y Gran Bretaña de 1920, el HMS Ramillies disparó desde su posición el Mar de Mármara sobre objetivos turcos.
En 1924, el HMS Ramillies se unió a la segunda escuadra de la Flota del Atlántico. Durante la huelga general de 1926, fue enviado al río Mersey para transportar suministros junto al HMS Barham. A finales de 1926 estaba asignado a la Flota del Mediterráneo.
Durante el periodo de entreguerras, el HMS Ramillies fue aligerado de peso, al retirársele los tubos, madera y cemento de sus bulbos antitorpedo. En 1928, su artillería antiaérea había sido modificada a 4 piezas de 101 mm de tiro rápido y dos de sus montajes de 151 mm fueron desmontados.
Fue enviado a Palestina durante los disturbios de 1929. Desde junio de 1932 hasta agosto de 1934, fue modernizado en Plymouth.

### Viejo imperio, viejo buque
Durante 1937 se le cambiaron al HMS Ramillies sus baterías antiaéreas por 8 piezas de 102 mm de disparo rápido en montajes dobles. También le añadieron dos montajes de ocho cañones "pom-pom" antiaéreos de dos libras (40 mm aprox). Le fueron retirados sus tubos lanzatorpedos y la catapulta para lanzamiento de hidroaviones.
Inglaterra encontró más dificultades para modernizar los clase Revenge, ya que contaba con una extensa flota de buques capitales y las limitaciones económicas le impedían reconstruir la totalidad de sus buques, y considerando que otros acorazados como los clase Queen Elizabeth, poseían un casco y cubierta mayor, lo cual hizo inclinar al Almirantazgo por modernizar extensivamente la mencionada clase, y solo realizando mejoras mínimas indispensables sobre los clase Revenge.
Los nuevos acorazados y los modernizados por Japón eran capaces de desarrollar velocidades de entre 24 a 27 nudos (44 a 50 km/h), los acorazados italianos clase Cavour y Doria modernizados tenían un andar que oscilaba entre los 26 y 28 nudos (48 a 52 km/h) y la nueva clase Littorio tenía una velocidad máxima de 30 nudos (59 km/h). Los acorazados de bolsillo alemanes, desarrollaban 28 nudos y los acorazados Scharnhorst y Gneisenau 32 nudos (59 km/h) y el Bismarck y el Tirpitz 29 nudos (54 km/h). En 1939, el HMS Ramillies y sus hermanos de clase estaban diseñados para desarrollar 23 nudos (43 km/h) pero en realidad, su velocidad máxima, era de 18 nudos (33 km/h) aunque en caso de emergencia, podía alcanzar con condiciones favorables los 20 nudos (37 km/h).
Esto, puso a la Royal Navy en un punto difícil. Cuando el HMS Ramilles y sus 4 compañeros de clase estaban en una escuadra, reducían la velocidad de la escuadra a la velocidad máxima de los Clase Revenge, y cuando se enfrentaban a unidades italianas, merced a la mayor velocidad de estos últimos, los italianos, podían elegir si enfrentarse o no a los británicos. Cuando se enfrentaban a buques japoneses en inferioridad, su menor velocidad, les impedía retirarse. Cuando actuaba en misiones de protección de un convoy y era atacado por acorazados enemigos, el HMS Ramilles, no podía ganar una posición más favorable de disparo con facilidad ni perseguir a los atacantes debido a su menor velocidad.

### Vetusto pero necesario
A pesar de sus limitaciones tácticas impuestas por ser un acorazado de velocidad inferior a la totalidad de los acorazados enemigos (e incluso aliados) el HMS Ramilles contaba con ocho piezas de 381 mm y protección lateral para el mencionado calibre, lo cual en duelo singular implicaba que tendría superioridad de fuego frente a los acorazados Clase Cavour, Doria, Scharnhorst y Kongo, y su protección resultaría asimismo superior a la de los mencionados buques. Por ende continuaban siendo letales y podían desempeñar roles secundarios, liberando a las unidades más capaces para los frentes principales de batalla.
Así, durante la Segunda Guerra Mundial, el HMS Ramillies prestó un servicio útil, tanto al proteger convoyes, como en misiones de bombardeo. Dando testimonio del valor de un viejo buque capital como efecto disuasorio en el marco de superioridad naval, al forzar que buques enemigos técnicamente superiores evitaran todo enfrentamiento entre unidades capitales, incluso en condiciones favorables, ante el temor de los daños que podrían recibir del viejo acorazado, daños que al mirar las capacidades navales de los contrincantes, hubiese sido más fácil de sobrellevar, reparar o reemplazar de parte de la Royal Navy que de sus enemigos, facilitando a los británicos el control del mar.

### Inicio de la Guerra
La Segunda Guerra Mundial le sorprendió en Gibraltar, donde permaneció en labores de escolta a convoyes a Alejandría hasta octubre de 1939. En noviembre fue destinado al tercer escuadrón de batalla y transferido al Océano Índico, donde llevó a cabo misiones de escolta a convoyes, desde su base de Adén. Durante este periodo permaneció con la Fuerza J, que englobaba al HMS Malaya y al HMS Glorious en la caza del Admiral Graf Spee. 
En mayo de 1940 regresó al Mar Mediterráneo, con el primer escuadrón de batalla, formando parte de la fuerza de cobertura durante el ataque a Tarento en noviembre, operación que posibilitó que el HMS Ramillies fuera destinado a la Fuerza de Escolta del Atlántico Norte con base en Halifax, Canadá, a donde llegó el 12 de enero de 1941, sirviendo como buque insignia del tercer escuadrón hasta agosto. Su ruta de escolta a convoyes cubría el área Halifax-Bermuda-Reino Unido. El 8 de febrero de 1941 protegía al convoy HX106 cuando el Scharnhorst y el Gneisenau aparecieron en el horizonte.
El capitán del Scharnhorst, Günther Lütjens, intentó separar al HMS Ramillies, de modo que el Gneisenau pudiera hundir los buques mercantes. Esta estrategia, que era acertada, habría exigido poco riesgo al Scharnhorst pues era 11 nudos (20 km/h) más rápido que HMS Ramillies, y sus nuevos cañones de 280 mm tenían un mayor alcance que los cañones 1915 de 380 mm de la nave británica. Lutjens, sin embargo, siguió al pie de la letra las órdenes de Hitler de no entrar en enfrentamientos directos con los buques capitales enemigos.
El 23 de mayo de 1941 partió de Halifax para escoltar al convoy HX127 cuando se le ordenó apoyar la caza del Bismarck, aunque no consiguió contacto con el buque alemán. Entre agosto y noviembre de 1941 estuvo en dique seco en trabajos de modernización y el 2 de diciembre partió para Colombo, al ser destinado a la Eastern Fleet.

### Torpedeado
En abril de 1942 era uno de los acorazados que componían a la Fuerza F, donde sustituyó al HMS Malaya como buque almirante durante la invasión de Diego Suárez.
El 30 de mayo, se encontraba en Diego Suárez (Antsiranana) cuando fue atacado por un minisubmarino japonés, lanzado por el submarino I-20. El torpedo le alcanzó en el costado de estribor, junto a la torre A, abriéndole un agujero de 6 metros de diámetro que inundó el polvorín de la citada torre, el de los proyectiles de 101 mm y otro de calibres menores, así como varios compartimentos por encima y debajo de la cubierta principal. El acorazado se quedó sin energía eléctrica, y se escoró 9º y el calado del buque aumentó en 13 metros, lo que hacía que la parte sumergida del acorazado fuera de 23 metros. Un total de 19 tripulantes resultaron muertos y otros 47 heridos. La tripulación logró estabilizar el buque y el 3 de junio fue capaz de partir por sus propios medios con rumbo a Durban, Sudáfrica, a donde llegó el día 9. Allí se llevaron a cabo reparaciones de emergencia, entre junio y agosto antes de partir para Plymouth donde el buque fue completamente reparado entre septiembre de 1942 y junio de 1943. 
Volvió al servicio activo en agosto de 1943, y fue destinado a Kilindini, regresando a la Home Fleet en enero de 1944.

### Desembarco de Normandía
Durante el Desembarco de Normandía en junio de 1944 formó parte de las fuerzas de bombardeo naval, bombardeando la playa Sword. En agosto fue enviado al Mediterráneo, donde apoyó con sus cañones el desembarco en el sur de Francia, bombardeando a las baterías costeras alemanas en el puerto de Tolón. 
A finales de septiembre regresó a Inglaterra donde el 31 de enero de 1945 pasó a la Reserva en Portsmouth y se convirtió en buque cuartel, supeditado a Vernon y conocido como Vernon III. 

## Final
Fue dado de baja de la lista de la RN el 7 de diciembre de 1947 y el 20 de febrero de 1948 se le entregó al desguace, cuyas labores comenzaron el 27 de abril. 